# Дирнбах, Мариан
Мариан Дирнбах (словац. Marián Dirnbach; 13 сентября 1979 года; Братислава, ЧССР) — словацкий футболист, нападающий. В 1999 году сыграл три матча за национальную сборную Словакии, также выступал за юношескую и молодёжную сборные своей страны.
Основную часть своей карьеры провёл в клубах Словакии, наиболее известные среди которых «Нитра», «Тренчин», «Ружомберок», «Интер». Также выступал за чешские клубы, играл за латышское «Сконто» и узбекистанский «Насаф».